# Benozzo Gozzoli
Benozzo Gozzoli, né Benozzo di Lese di Sandro en 1420 ou 1424 à Sant'Ilario a Colombano, près de la Badia di Settimo (frazione de Scandicci) et mort le 4 octobre 1497 à Pistoia, est l'un des peintres majeurs de l'école florentine dont le chef-d'œuvre est le Cortège des mages du palais Medici-Riccardi.

## Biographie
Benozzo di Lese arrive avec sa famille à Florence en 1427. Il se forme auprès de Fra Angelico au couvent San Marco où beaucoup d'œuvres sont exécutées depuis les dessins du maître, puis entre 1444 et 1447 comme orfèvre dans l'atelier de Ghiberti et travaille avec lui et son frère Vittorio Ghiberti à la porte du Paradis du baptistère Saint-Jean.
En mai 1447, il part à Rome avec Fra Angelico appelé auprès du pape Eugène IV pour des décorations au Vatican puis à la  Cappella Niccolina de Nicolas V. Sa grande renommée de décorateur commence avec  les fresques (disparues) peintes durant ce séjour, à l'église Sainte-Marie d'Aracœli (Saint Antoine et Deux Anges) et à Sainte-Marie-Majeure. Il le suit également en Ombrie lors  de travaux de fresques sur la voûte de la cathédrale d'Orvieto.
En 1449, il quitte Fra Angelico et reste en Ombrie pour une Annonciation à Narni, signée  opu[s] benot[i] de florent[ia], au monastère de San Fortunato, près de  Montefalco, pour une Vierge à l'Enfant avec saints et anges et d'autres travaux dont un retable de Saint Thomas recevant la ceinture de la Vierge (musée du Latran), dans la chapelle de Saint-Jérôme la Vierge et les Saints, la Crucifixion et d'autres sujets ; sa dernière peinture au monastère où il remplit de divers sujets sur la vie des saints dans lesquels il insère les portraits de Dante, de Pétrarque et  de Giotto, travail terminé en 1452. 
Il reste à Montefalco (avec un séjour à Viterbe) probablement jusqu'en 1456, employant Pier Antonio Mezzastris comme assistant. De là il part à Pérouse où il  peint pour une église une Vierge et des Saints (conservée au musée local) puis retourne dans la ville de son enfance, Florence.

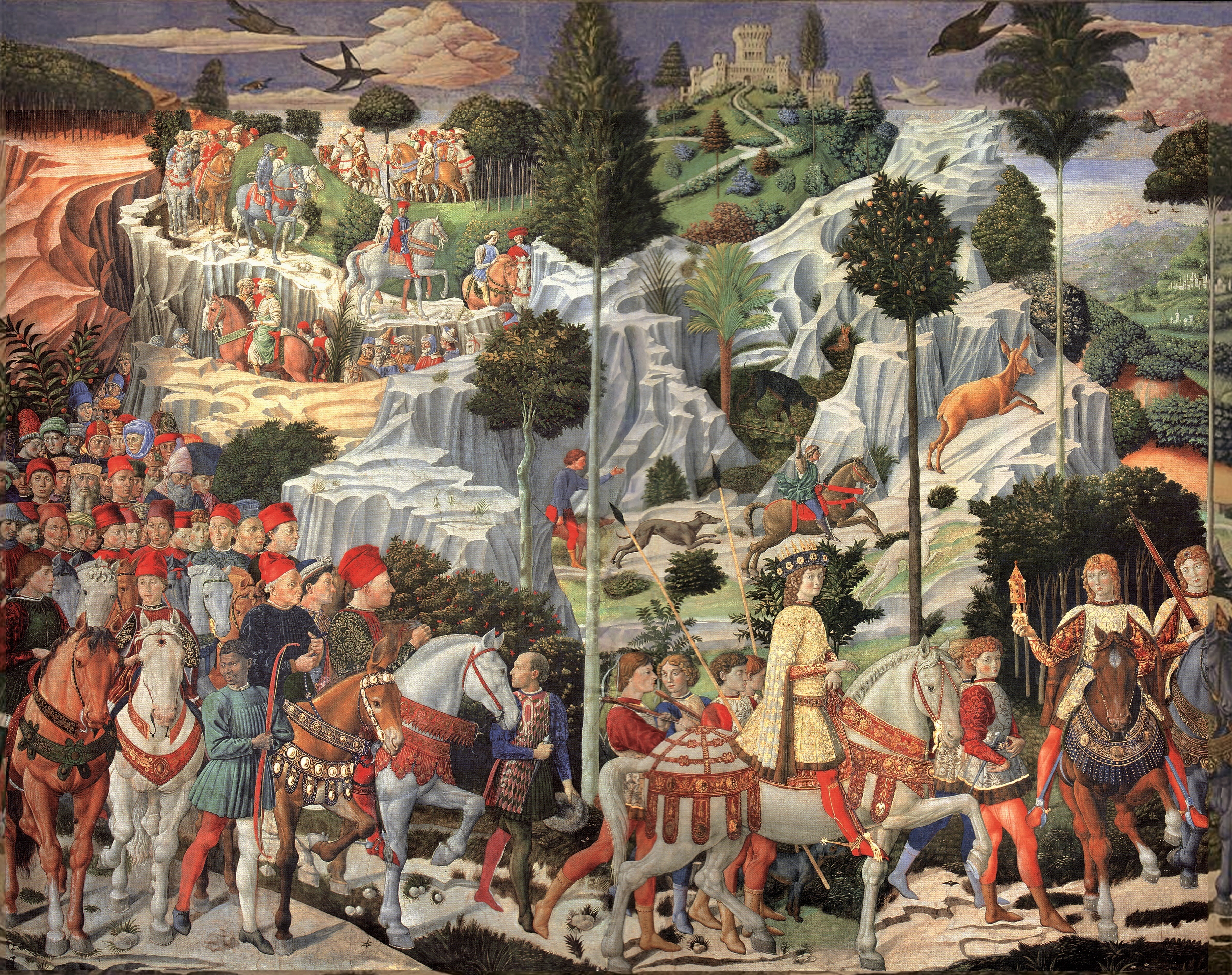
Cortège des mages 1459, fresque
figurant la Maison de Médicis
Chapelle des Mages Palais Medici-Riccardi.

Une fois de retour à Florence en 1459, il termine son chef-d'œuvre : le cycle de la chapelle des Mages du palais Medici-Riccardi à Florence et dans lequel il signe en se représentant avec un bonnet portant l'inscription latine opus benotii.
Il choisit aussi les villes de la région, loin des grandes commissions du pouvoir citadin central, pour exprimer son art : Saint Augustin protégeant la ville de la peste (1464) pour l'église Sant'Agostino à San Gimignano (1463-1467).
Il part ensuite à Pise, où il ouvre un atelier pour exécuter, entre 1468 et 1484, les fresques de 22 scènes bibliques du Campo Santo (presque entièrement détruites aujourd'hui par les bombardements de 1944) et  pour lesquelles il a été probablement assisté par Zanobi Machiavelli.
En 1478, les autorités de Pisan lui donnent, comme marque de leur respect, un tombeau au Campo Santo et il possède sa propre maison à Pise, et maisons et terres à Florence.
En 1495, il retourne à Florence après la venue de Charles VIII (roi de France) en Italie et à l'expulsion des Médicis, ses protecteurs. Quelques mois plus tard il est à Pistoia où est son fils Francesco, son collaborateur, et le magistrat Giovan Battista.
Le jour avant sa mort ses fils vendent deux tableaux au cardinal Niccolò Pandolfini, évêque de Pistoia, exécutés avec la collaboration de ses fils Francesco et Alessio : la Déposition de la Croix du musée Horne à Florence et la Resurrezione di Lazzaro (National Gallery of Art de Washington), dans lesquels on ne trouve plus trace de sa décoration forte, mais plutôt les modalités austères et dramatiques influencées par la prédication de Jérôme Savonarole.

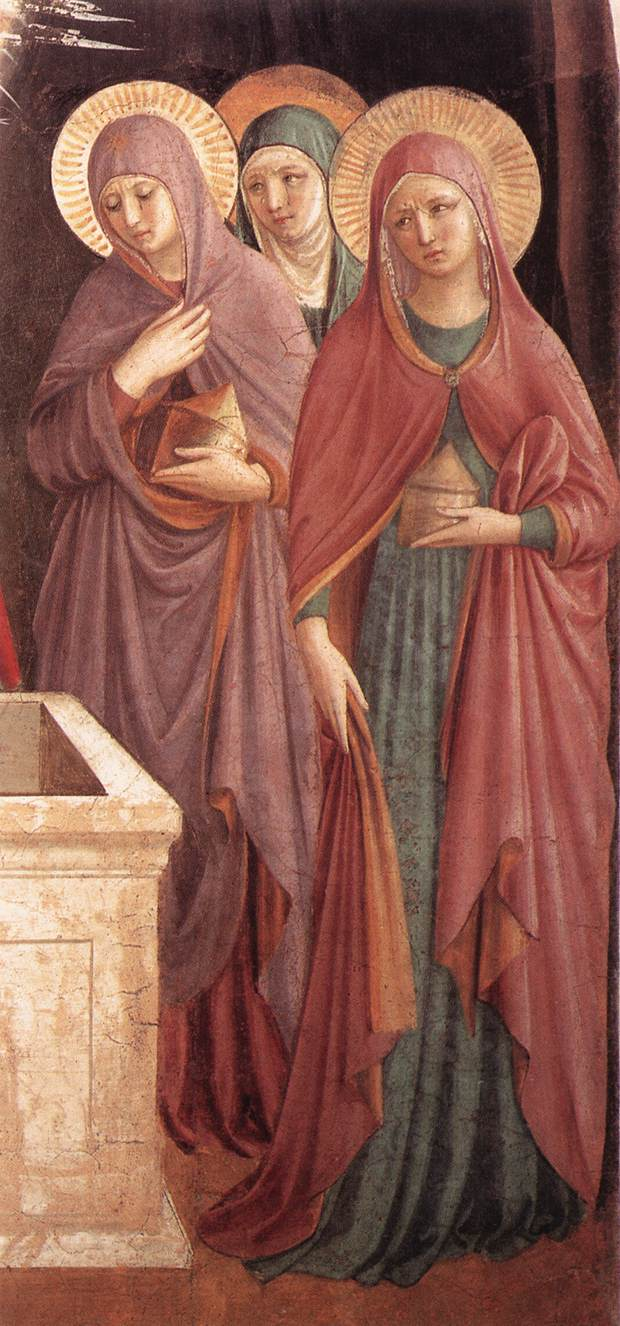
Femmes au tombeau,1441
Couvent St Marc, Florence.

Il meurt en 1497, à Pistoia, de la peste.

## Œuvres
Chronologie : 

### Années 1440
- L'Enlèvement d'Hélène (c. 1437-1439) - tempera sur panneau, 51 × 61 cm, National Gallery, Londres
- Femmes au tombeau, 1440-1441, fresque, couvent San Marco, Florence
- Adoration des mages (1440-1441), fresque, San Marco, Florence
- Vierge à l'Enfant bénissant[1], 1449, tempera sur soie sur cadre de bois, 254 × 130 cm, basilique de la Minerve, Rome
- Annonciation[2], 1449, tempera sur bois, 120 × 140 cm, Pinacoteca Comunale, Narni

### Années 1450

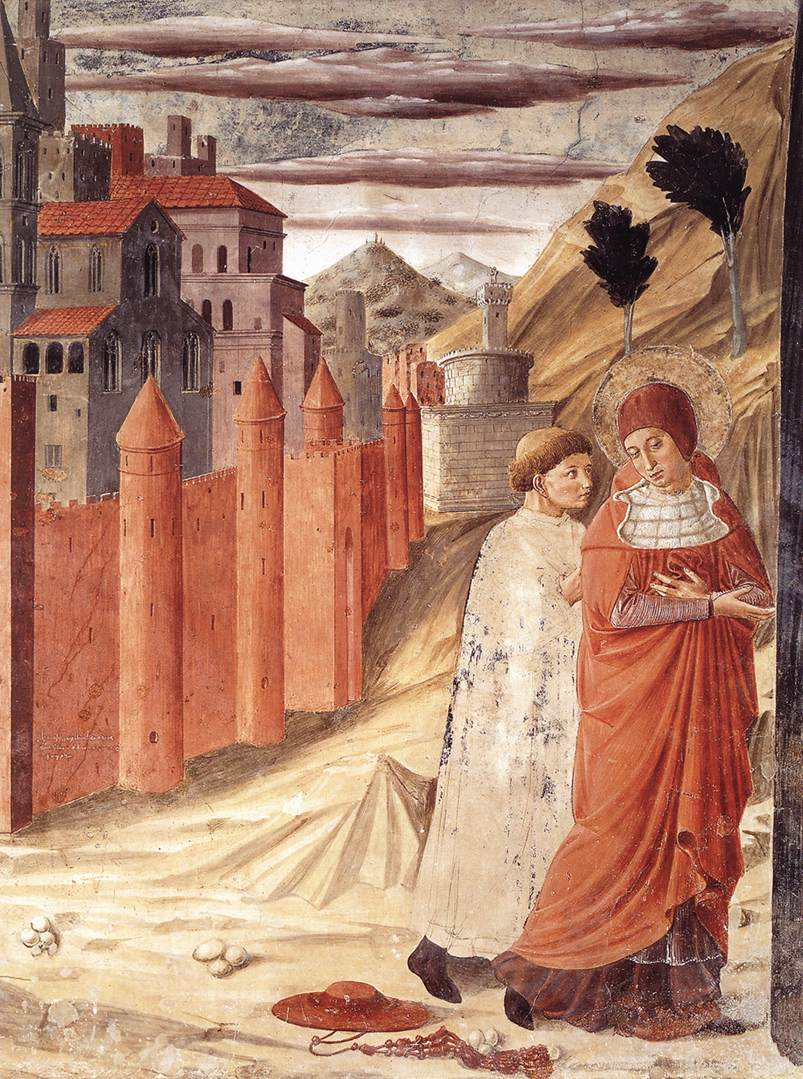
Départ d'Antioche
de saint Jérôme, 1452,
San Francesco, Montefalco.

- Fresques du monastère San Fortunato, Montefalco, 1450
  - Vierge à l'Enfant entre saint François et saint Bernardin de Sienne[3]
  - Saint Fortunat trônant[4], 200 × 110 cm
  - Vierge à l'Enfant[5], 250 × 135 cm
- Fresques de la chapelle de San Gerolamo, musée et église Saint-François, Montefalco, 1452
  - Vierge à l'Enfant entourée par les saints[6]
  - Le Départ de saint Jérôme d'Antioche
  - Saint Jérôme retirant une épine de la patte d'un lion
- Saint Antoine de Padoue[7], 1450, panneau, église Sainte-Marie d'Aracœli, Rome
- Madonna della Cintola (1450) - tempera sur panneau, 133 × 165 cm, Vatican
- Vierge à l'Enfant avec les saints François et Bernardin, et Fra Jacopo[8], v. 1452, tempera sur panneau, 34 cm × 54 cm, Kunsthistorisches Museum, Vienne
- Vierge à l'Enfant avec les saints Jean-baptiste, Pierre, Jérôme et  Paul dite Pala della Sapienza Nuova (1456) - tempera sur panneau, 122 × 212 cm, Galerie nationale de l'Ombrie, Pérouse
- Sainte Ursule avec deux anges et un donateur[9], 1455-1460, tempera sur bois, 44,5 × 28,5 cm, National Gallery of Art, Washington
- Cortège des trois rois mages figurant la maison de Médicis (1459-1460), fresque, chapelle des Mages, palais Medici-Riccardi, Florence

### Années 1460
- Vierge à l'Enfant[10], v. 1460, tempera sur panneau, 84,8 cm × 50,6 cm, Institute of Arts, Detroit
- Madone à l'enfant (1460), église Santi Domenico e Sisto, Rome
- Purification (1461) - retable en tempera sur panneau, 158 × 171 cm, National Gallery, Londres

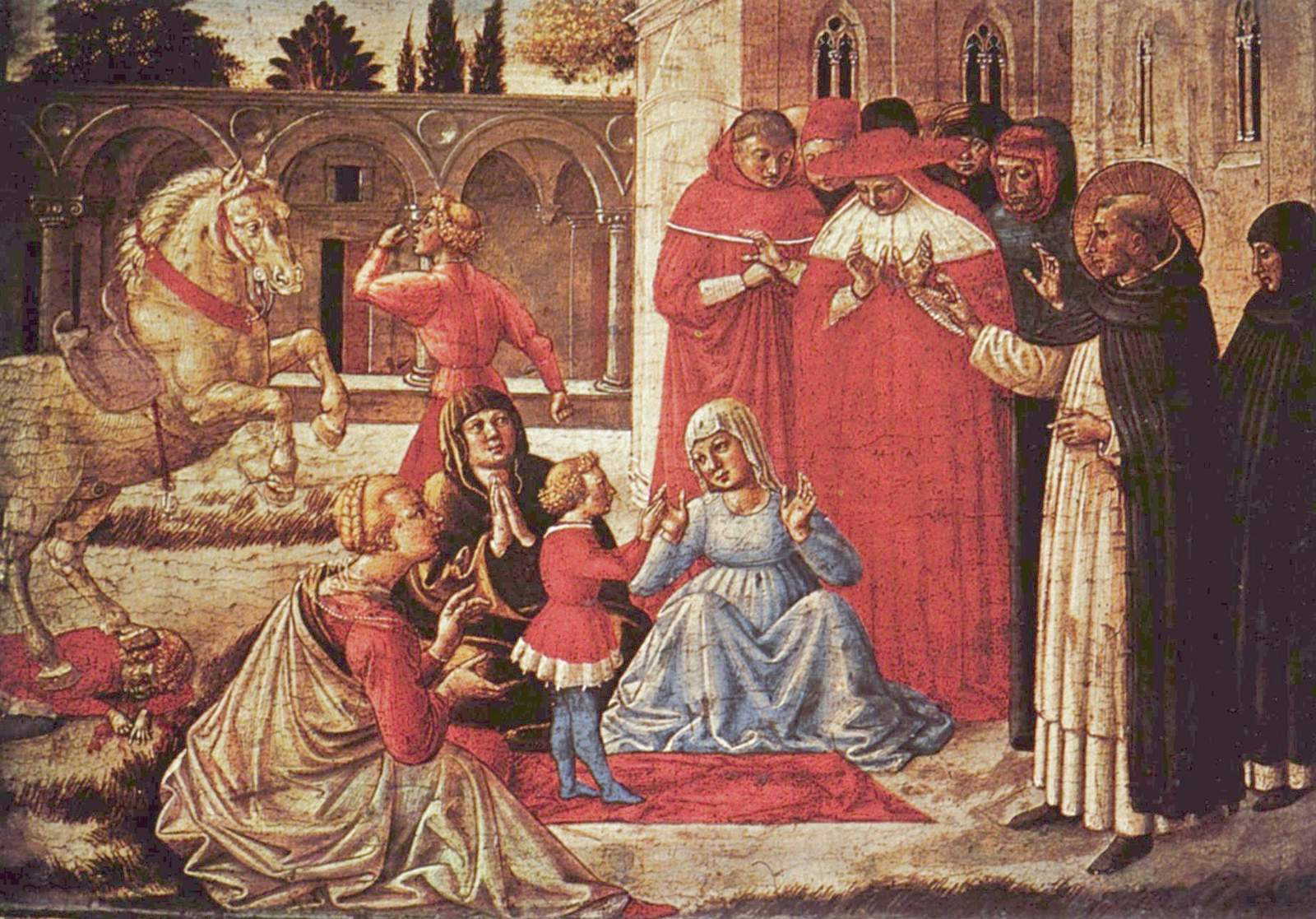
Miracle de saint Dominique, 1461
Pinacothèque de Brera, Milan.

- Saint Dominique ressuscitant Napoleone Orsini, 1461, tempera sur panneau, 25 × 35 cm, pinacothèque de Brera, Milan
- La Chute de Simon Magus[11] (1461-1462) - tempera sur panneau, 24 × 35,5 cm, Royal Collection, Hampton Court
- La Danse de Salomé (1461-1462) - tempera sur panneau, 23,8 × 34,3 cm, National Gallery of Art, Washington
- Histoire de saint Augustin[12], 1464-1465, fresques, Sant'Agostino, San Gimignano
- Les Quatre Évangélistes (1464-1465), fresque, Sant'Agostino, San Gimignano
- Saints (1464-1465), fresques, Sant'Agostino, San Gimignano
- Saint Sébastien intercesseur (1464-1466), fresque, 527 × 248 cm, Sant'Agostino, San Gimignano
- Le Martyre de saint Sébastien[13], 1465, tempera sur panneau, 525 × 378 cm, église collégiale de San Gimignano
- Le Mariage mystique de sainte Catherine (1466) - tempera sur panneau, 90 × 50 cm, Pinacoteca Comunale, Terni
- Vierge à l'Enfant entre les saints André et Prosper[14] dite Madonna dell'Umiltà, 1466, tempera sur panneau, 137 × 138 cm, Museo Civico, San Gimignano

### Années 1470-1480

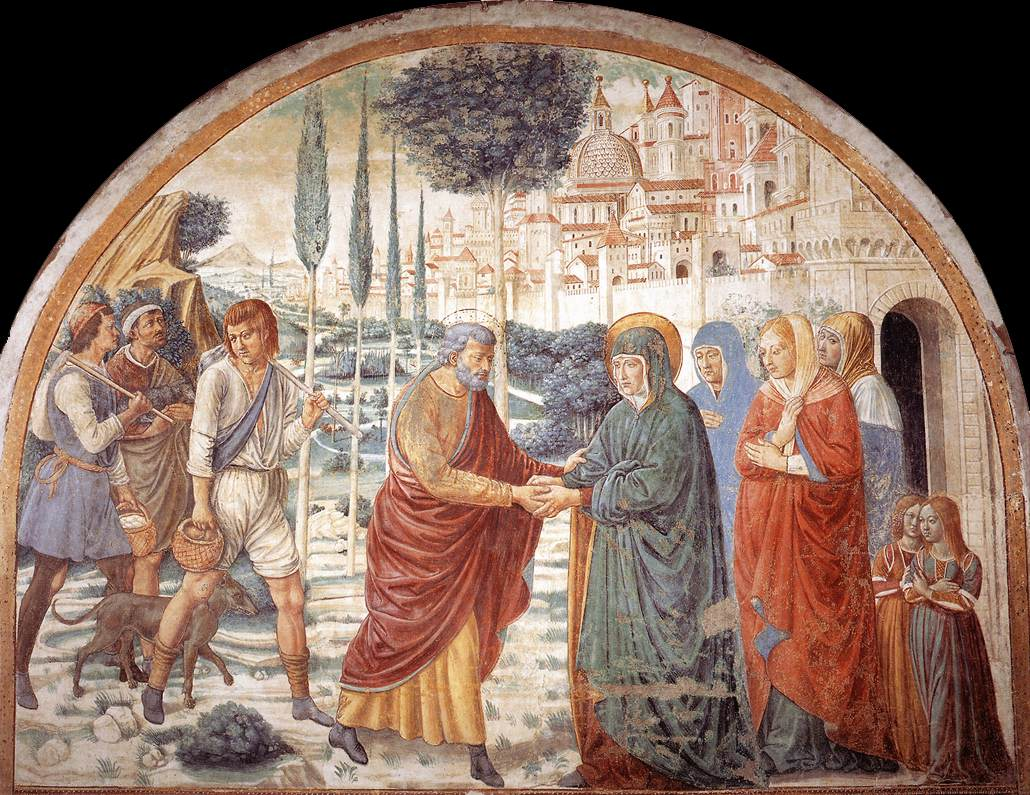
Rencontre à la Porte d'or, 1484
Histoire de la Vierge, Castelfiorentino.

- Triomphe de saint Thomas d'Aquin (1471) - tempera sur panneau, 230 × 102 cm, musée du Louvre, Paris
- les Vendanges et l'Ivresse de Noé (1469-1484), fresque, Camposanto, Pise
- Histoire de la Vierge[15], 1484, fresques transférées sur toile, Biblioteca Comunale, Castelfiorentino
- Déposition de la Croix[16],1491, huile sur toile, 180 × 300 cm, musée Horne, Florence

### Dessins et études
- Étude pour saint Jean à mi-corps, pointe d'argent sur papier préparé rose, 17,2 × 15,7 cm[17]. Paris, Beaux-Arts[18]. Dessin préparation pour la prédelle de la Pala della Sapienza Nuova[19], conservé à la Galerie nationale de l'Ombrie à Pérouse.